# Tlenki azotu
Tlenki azotu – grupa nieorganicznych związków chemicznych zbudowanych z tlenu i azotu.
- tlenek diazotu (nazwa Stocka: tlenek azotu(I); podtlenek azotu, gaz rozweselający), N
2O
- tlenek azotu (nazwa Stocka: tlenek azotu(II); monotlenek azotu), NO
- tritlenek diazotu (nazwa Stocka: tlenek azotu(III)), N
2O
3 – w którym jeden atom azotu jest na formalnym stopniu utlenienia IV a drugi II.
- dwutlenek azotu (nazwa Stocka: tlenek azotu(IV); ditlenek azotu), NO
2 – tworzy on również dimer – tetratlenek diazotu, N
2O
4
- pentatlenek diazotu (nazwa Stocka: tlenek azotu(V)), N
2O
5
- tritlenek azotu (nazwa Stocka: tlenek azotu(VI)), NO
3 – rodnik azotanowy o silnych właściwościach utleniających
- heksatlenek diazotu, N
2O
6 – nietrwały związek z wiązaniem nadtlenkowym, O
2N−O−O−NO
2[1]

Wybrane tlenki azotu
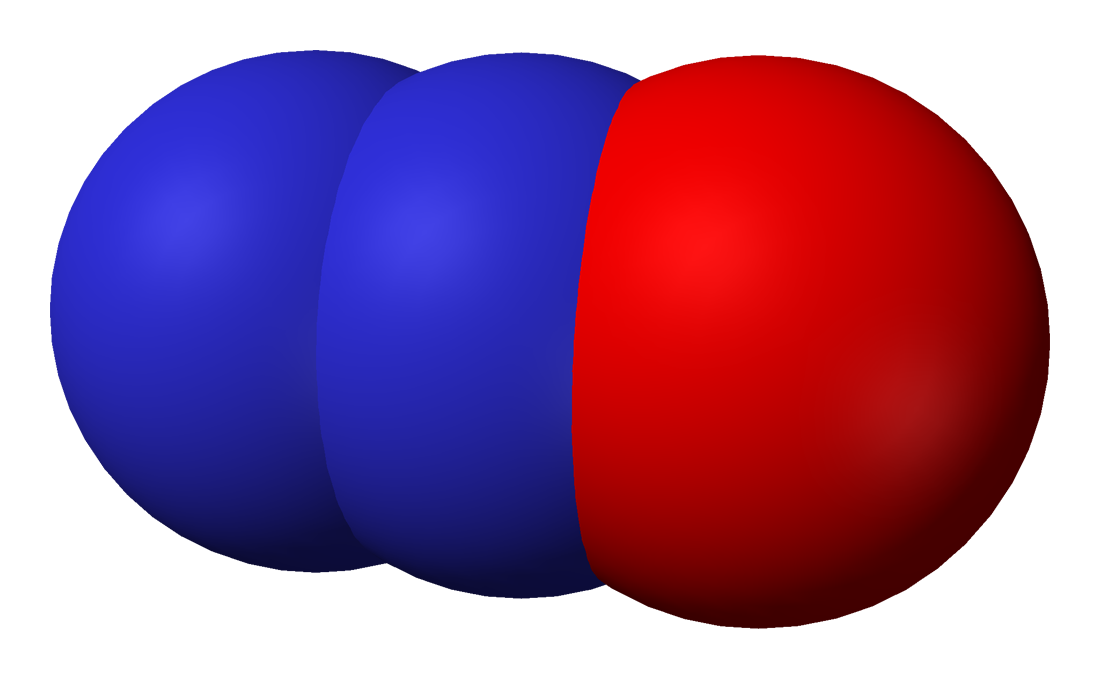
I N 2O
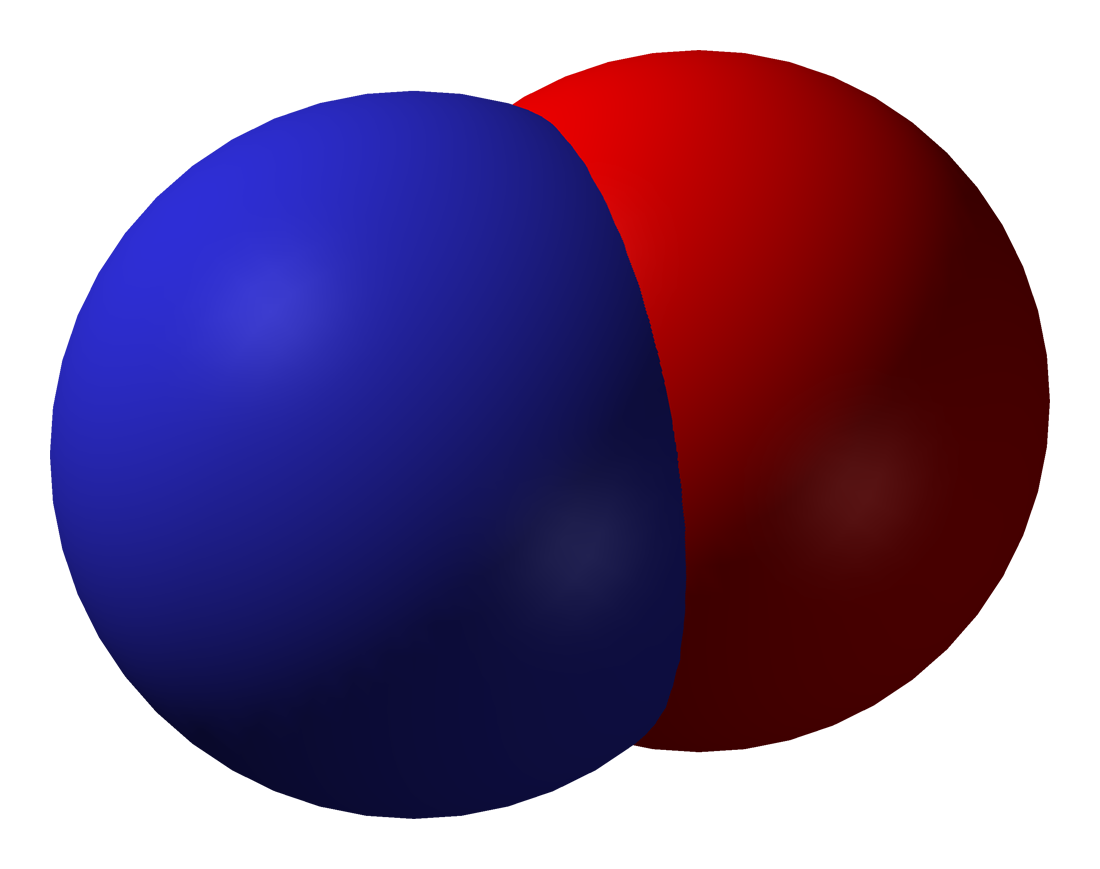
II NO
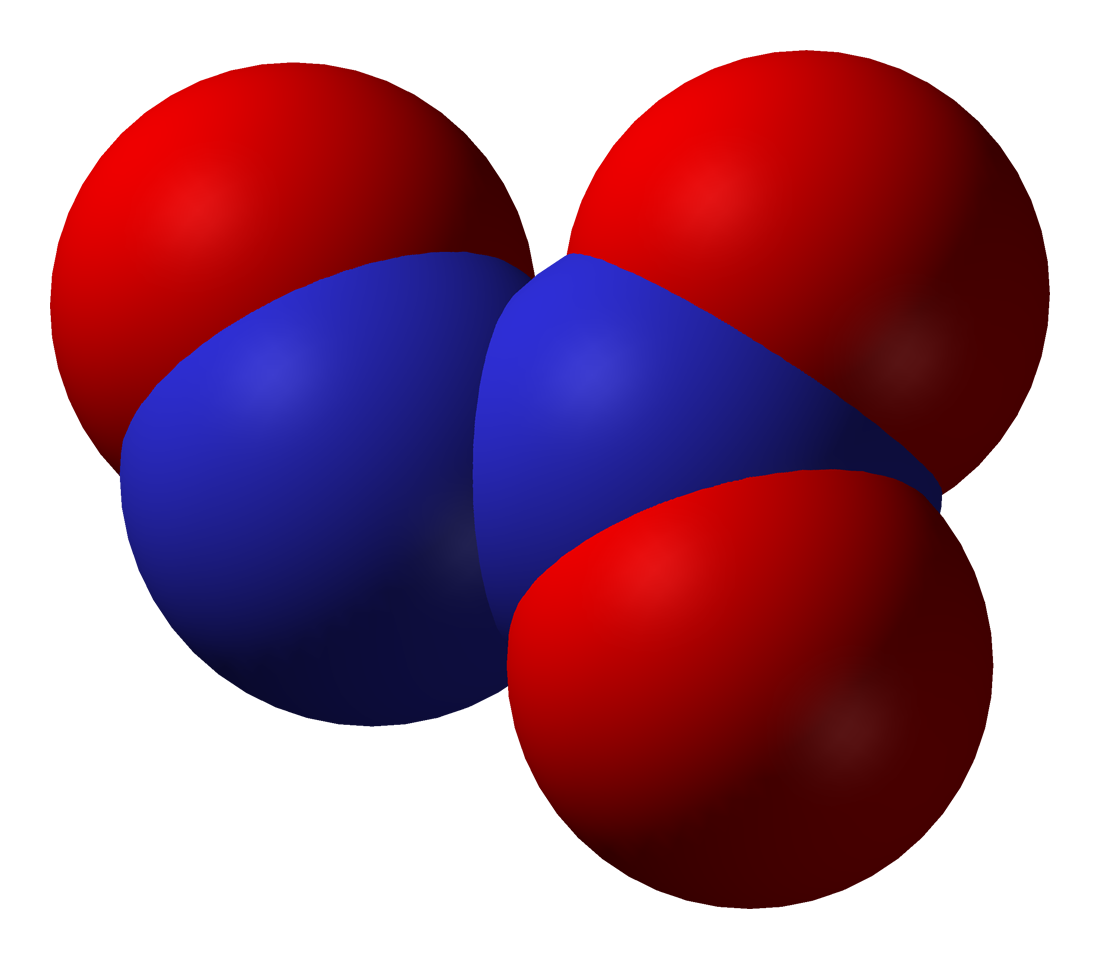
III N 2O 3
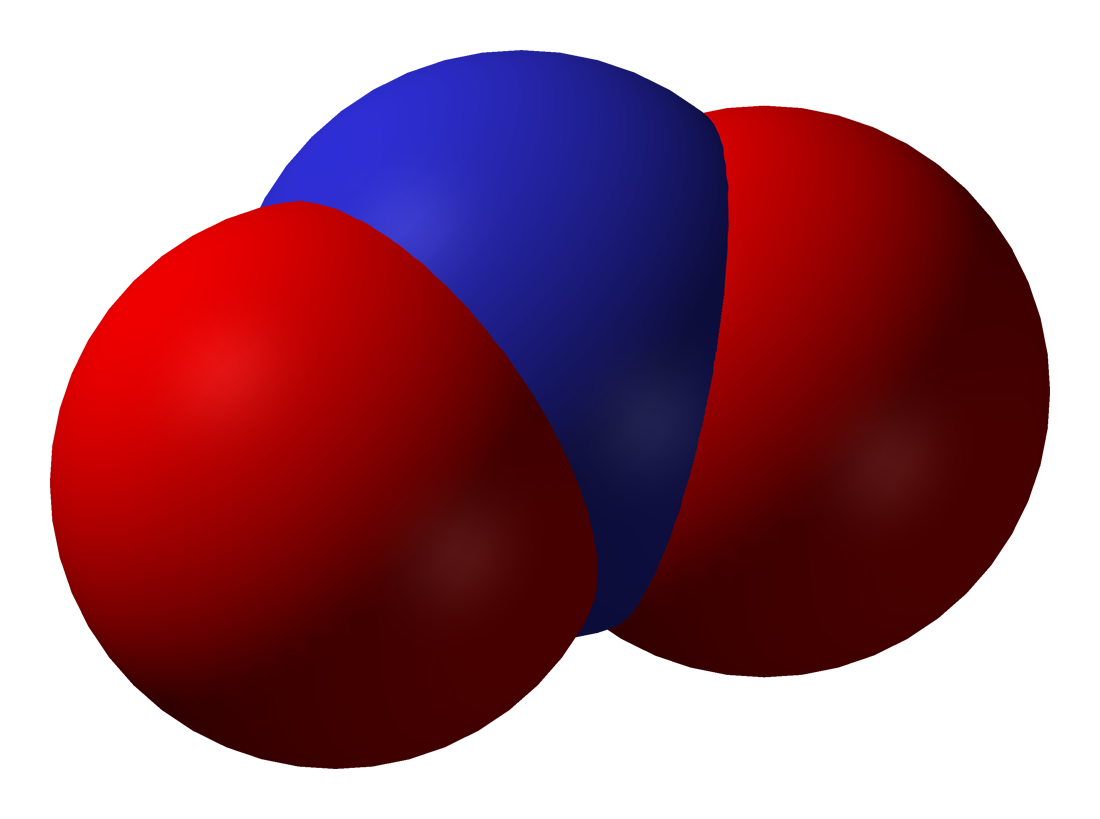
IV NO 2
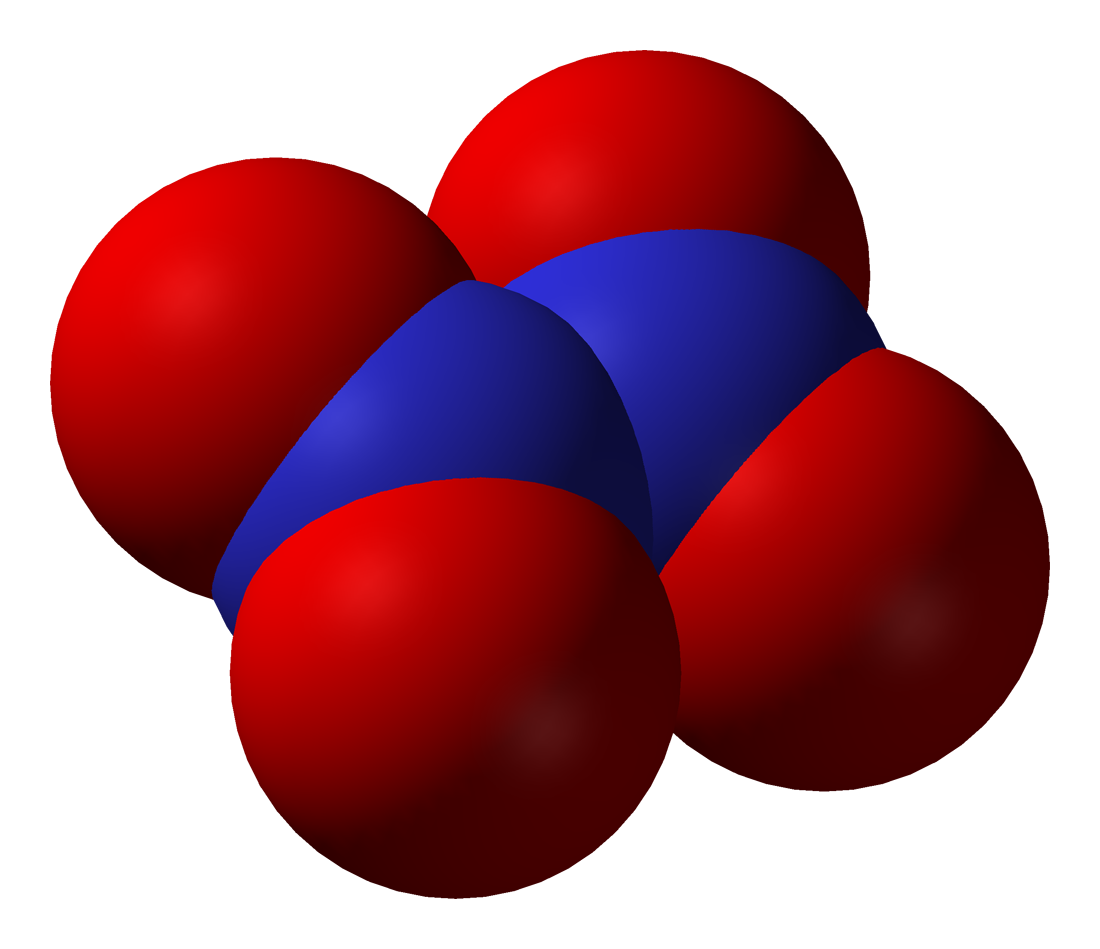
IV N 2O 4
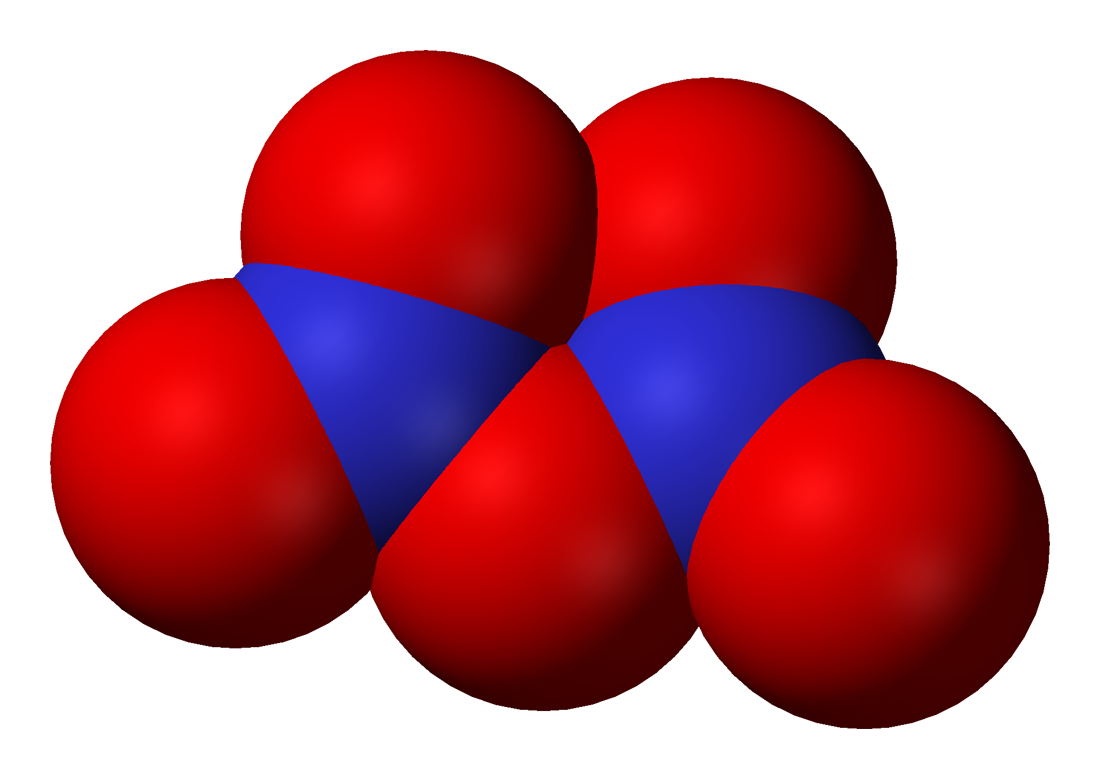
V N
2O
5

Określenie tlenek azotu, które zgodnie z nomenklaturą chemiczną dotyczy tlenku azotu(II), może oznaczać także dowolny z tlenków azotu lub ich mieszaninę. Mieszaniny tlenków azotu są bardzo często wytwarzane w reakcjach, w których tworzy się któryś z tlenków azotu, przy czym proporcje poszczególnych tlenków w mieszaninie zależą od reakcji i warunków w jakich jest przeprowadzana. Przy definiowaniu emisji tlenków azotu do środowiska, symbol NO
x oznacza mieszaninę tlenków azotu o niezdefiniowanym składzie.